# Demonax triaculeatus
Demonax triaculeatus là một loài bọ cánh cứng trong họ Cerambycidae.